# Frederik Rung
Frederik Rung (Copenhaguen, 1854 - 1914) fou un compositor i director d'orquestra danès.
Va ser director de la Societat de Santa Cecília fundada pel seu pare Henrik Rung i director de l'orquestra del Teatre Reial de Copenhaguen.
Entre les seves composicions hi figuren l'òpera Det Hemmelige Selskab (1888); el ball Aditti; música d'escena pels drames L'anell del Faraó i Les mil i una nit; una simfonia; una suite per a orquestra; un quartet per a instruments d'arc; aires de concert; peces per a piano, i gran nombre de melodies vocals.